# Adrienne Monnier
Adrienne Monnier (París, 26 d'abril de 1892 - ibídem, 19 de juny de 1955) va ser una llibretera, editora, poeta i cronista francesa, influent pel teixit de relacions socials que va crear gràcies a la seua llibreria La Maison des Amis des Livres.

## Biografia
Adrienne Monnier va néixer a París, el 1892. Era filla d'un treballador de correus a qui la seua feina el feia viatjar molt. En les absències paternes, la mare portava la petita i la seua germana menor, Rinette, al teatre. Ella mateixa explicava en les seues memòries: "Debussy i Maeterlinck es van convertir en els meus déus". Aquesta influència es va perllongar al llarg de la seua vida, ja que el teatre sempre va ser el seu passatemps predilecte.

Després de finalitzar els seus estudis bàsics el 1909, a l'edat de dihuit, va marxar a Anglaterra a treballar com aupair per tal d'aprendre anglès. Del seu aterratge en el Regne Unit explica: 
| « | Vaig arribar a Anglaterra amb el ferri de Dieppe-New Haven. Em vaig marejar. Ja al tren que em portava a Londres vaig experimentar la meua primera alegria en veure cottages i, en especial, el color d'aquella herba verda límpida, un verd bavós que em va semblar sobrenatural. | » |

Durant tres mesos es va allotjar amb una família a la capital, a Londres. Els sis següents els va passar en una escola d'Eastbourne. Després del seu retorn a París va començar a formar-se com a secretària literària.
Als vint anys va entrar a treballar en l'editorial la Université des Annales com a secretària de Cousine Yvonne –pseudònim que usava Yvonne Sarcey–, on estaria tres anys. Mentre treballa allí, visitava en nombroses ocasions Marguerite Vallette-Eymery, coneguda com a Rachilde, editora del Mercure de France, oferint-se per a qualsevol treball que li pogués donar, sense fortuna.
Al començament de 1914, després de gairebé perdre la vida en la catàstrofe ferroviària de Melun, el seu pare va quedar coix i invàlid. Va rebre una indemnització que va lliurar íntegrament a la seua filla Adrienne perquè poguera fer realitat el seu somni més preuat: fundar una llibreria en la Rive Gauche. Durant la guerra va comprar un local a la seua zona favorita de París. Estaven en un moment en el qual hi havia molts locals disponibles i en el qual els preus eren assequibles a causa del conflicte que s'estava produint. A més, la competència no suposava un problema per a la nova llibreria, ja que la major part dels llibreters es trobaven lluitant en el front.
El 15 de novembre de 1915, en el número 7 de la rue de l'Odéon, va obrir les portes La Maison des Amis des Livres. Va romandre 36 anys oberta, fins a l'any 1951, any en el qual Adrienne Monnier es va veure forçada a jubilar-se a causa d'un reumatisme infecciós. Després d'un llarg temps convivint amb la síndrome de Ménière, va posar fi a la seua vida el 19 de juny de 1955. Entre els seus papers personals es va trobar una nota tremendament significativa: 
| « | Pose fi als meus dies en no poder suportar més els sorolls que em martiritzen des de fa vuit mesos, per no parlar dels sofriments i fatigues que he patit en els últims anys. M'encamine a la mort sense por, sabent que"aquí em vaig trobar una mare en néixer i que em trobaré una mare en l'altra vida" | » |

## La Maison des Amis des Livres
La Maison des Amis des Livres, en el número 7 de la rue de l'Odéon, es va inaugurar el 15 de novembre de 1915. Tenia com a col·laboradora Suzanne Bonnierre i una xicona, Hélène, que s'encarregava de fer els encàrrecs. Estava especialitzada en literatura francesa i, al poc temps, es va convertir en el cor del París més literari. Adrienne Monnier no va tenir un camí fàcil. Ja des de bon començament va començar a adonar-se de punts clau per a l'art de regentar una llibreria:
| « | El gran drama d'una llibretera és la manca d'espai. Any rere any es van acumulant els llibres. Any rere any es fa necessari descobrir un nou racó on posar una altra prestatgeria. I comprens també que, encara que et fos donada la terra sencera, et faltaria espai. L'espai vital … res més que un mite! | » |

La primera visita coneguda de la Maison des Amis des Livres va ser la de Paul Fort. L'amistat que van travar va portar a l'autor a vendre'ls les existències senceres de la seua revista Vers et prose, que sumaven un total de 6.676 exemplars, a cinc cèntims l'exemplar. Tant Louis Aragon, com André Breton o Philippe Soupault van anar, en més d'una ocasió, a comprar la revista.
A Jules Romains el va conèixer personalment a principis de 1916. Ja havia llegit amb anterioritat part de la seua obra. En concret, fou l'any 1913 quan va llegir un conte publicat en el Mercure de France que es titulava Ancien maître des hommes. A partir d'aquest instant, va devorar d'una tirada tot el que havia publicat l'autor fins al moment. Després de fer-ho, li va escriure una carta en la qual li deia: En el número 7 de la rue de l'Odéon hi ha una llibreria a la qual li agraden els seus llibres.

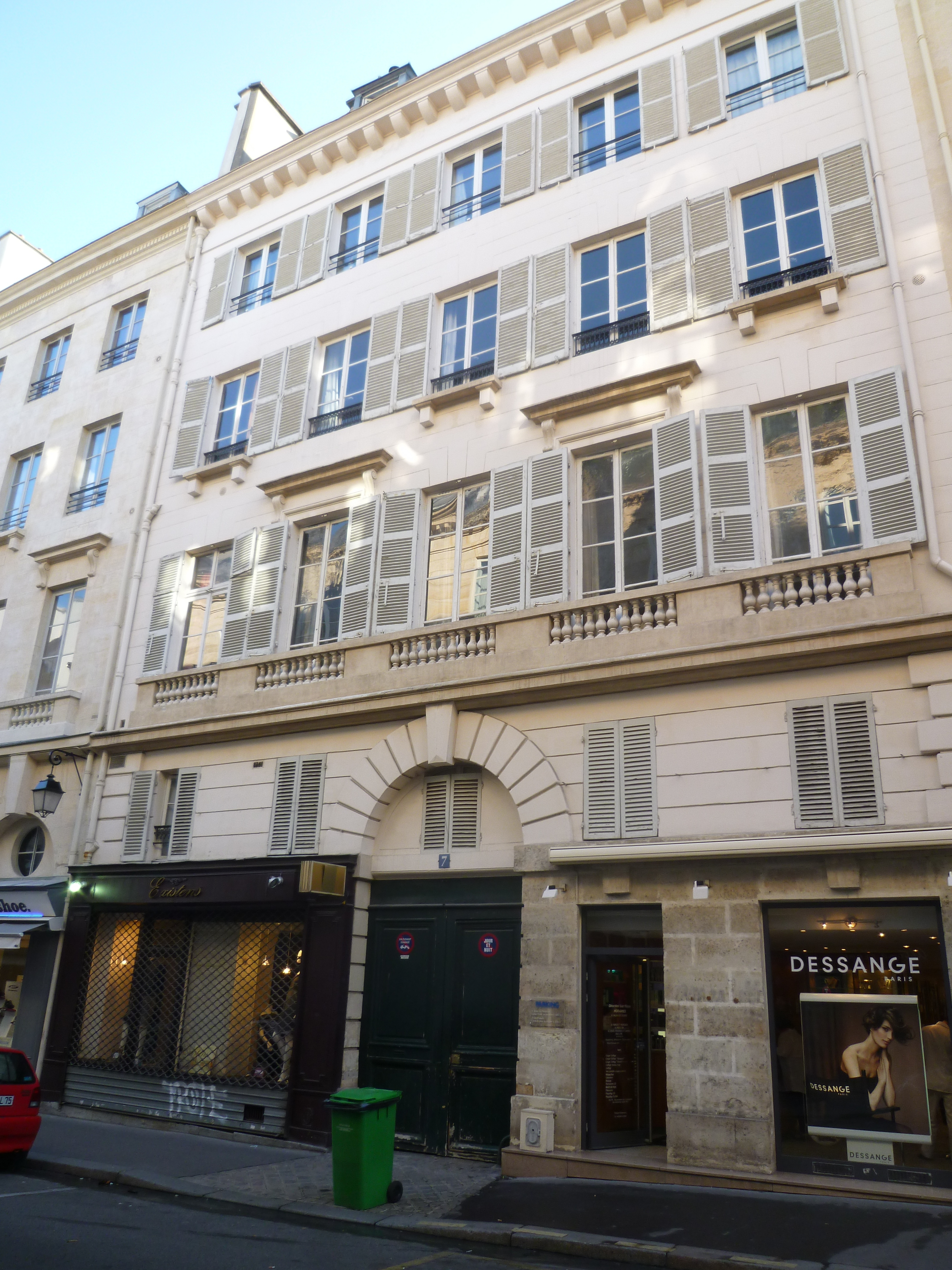
7 rue de l'Odéon, ubicació de la Maison des Amis des Livres, en l'actualitat.

Durant aquest any també va conèixer André Breton, que estava destacat en una ciutat de províncies. Només entrar, es va convertir en un client assidu de la llibreria. Adrienne Monnier ho descrivia de la següent manera: "[…] Sí, tenia clarament el tipus arcangelical, com T.S. Eliot, amb qui no guarda més semblances que pertànyer a aquesta família de figures que veiem erigir-se en els pòrtics de les catedrals". Amb el temps, la llibreria es va convertir en una mena de magatzem general de la revista Littérature que havia estat fundada el 1919, el primer número de la qual havia aparegut al març. La publicació estava dirigida pel mateix André Breton, per Louis Aragon i per Philippe Soupault. El seu últim número va ser el 19, al maig de 1921, després de dos anys de la seua fundació.
Raymonde Linossier va ser una de les seues visites més entranyables. Es van conèixer a l'octubre de l'any 1917, quan aquesta va acabar d'escriure Bibi-la-Bibiste, dedicada a Francis Poulenc, amic seu de la infància. Amb aquesta petita obra, l'autora creava el bibisme, un corrent que representava una mena de dadaisme abans d'hora. Com la mateixa Adrienne Monnier dicta: Es tractava d'una obreta realment singular; es componia de cinc capítols, dels quals el més llarg tenia dotze línies. Va morir molt jove, concretament el 1930. La llibretera recordava amb gran pesar que li agradava el títol que li havien posat: Potasson més jove del món.
A Paul Claudel va començar a llegir-ho amb Tête d'or, com ella mateixa diu: una tarda d'hivern de 1915. El va conèixer personalment després de la fi de la guerra, l'any 1919, al seu retorn de Rio de Janeiro. El va portar a la Maison des Amis des Livres el seu nebot, el doctor Jacques de Massary, que havia passat tota la guerra abonat a la seua biblioteca de préstec.
Sylvia Beach va influir en molts paràmetres de la vida d'Adrienne Monnier, un d'ells va ser el pentinat: Sylvia portava el cabell curt, i jo me'l vaig tallar al poc de temps. És tremendament commovedor llegir el luxe de detalls amb el qual descrivia les seues maneres, la seua forma d'articular el francès, entre altres coses: 
| « | Aquesta jove nord-americana lluïa un rostre original, d'allò més atractiu. Parlava francès amb soltesa, amb un accent més anglès que americà; francament, no es tractava tant d'un accent com d'una manera enèrgica i incisiva de pronunciar les paraules; en escoltar-la no pensaves en un país, pensaves en una raça, en el caràcter d'una raça. En la conversa no vacil·lava ni s'aturava, mai li faltaven les paraules, tot i que arribat el cas es les inventava sabent. […] En definitiva, aquesta jove americana tenia molt d'humor; millor dit: era l'humor en persona. | » |

Sense l'exemple de la Maison des Amis des Livres, la llibreria de Sylvia Beach, Shakespeare and Company, no hagués existit. Adrienne Monnier li va ensenyar, entre altres paràmetres, a portar un negoci i a bregar amb la burocràcia francesa. Sylvia mai va prendre una decisió important sense consultar-li. Ambdues van presidir juntes els intercanvis literaris anglo/francesos que es donaven en la Rive Gauche.

Walter Benjamin va visitar per primera vegada la llibreria el gener de 1930, el va presentar Félix Bertaux, al·ludint que era un gran admirador de J. M. Sollier. El juliol de 1940, des de Lourdes on es trobava en plena fugida –i dos mesos abans de suïcidar-se a Portbou–, li va escriure a Adrienne Monnier una missiva que acabava de la següent forma:
| « | […] Em trobe amb vostè no només quan pense en París i en la Rue de l'Odéon que voldria encomanar a la més poderosa i menys sol·licitada de les divinitats protectores-, sinó també en moltes de les cruïlles de la meua ment. M'acomiade de vostè expressant-li el meu més profund afecte. | » |

### Le Navire d'Argent
Le Navire d'Argent va ser una revista literària de curta vida publicada mensualment, va estar activa des de juny de 1925 fins a maig de 1926. Era «de llenguatge francès però d'esperit internacional». Va ser fundada per Adrienne Monnier, amb la col·laboració de Sylvia Beach i amb Jean Prévost com a editor. El nom escollit va vindre inspirat pel vaixell platejat que apareix en l'escut d'armes parisenc. Tenia un cost de cinc francs per exemplar o cinquanta per un any de subscripció. No va resultar rendible econòmicament, però va ser una part clau de l'escena literària dels anys vint i va llançar a molts escriptors novells en les seues carreres.
En Le Navire d'Argent va aparèixer la primera traducció al francès, datada de maig de 1925, de la cançó d'amor de J. Alfred Prufrock de T. S. Eliot. Així mateix, a l'octubre del mateix any, va sortir a la llum la traducció d'una part de Finnegans Wake de James Joyce. L'edició de març de 1926 va estar completament dedicada a escriptors americans de la talla d'I. I. Cummings, Walt Whitman i William Carlos Williams. Va ser el primer mitjà a presentar traduccions de l'obra d'Ernest Hemingway al públic francès. Adrienne Monnier escrivia poesia en la seua publicació sota el pseudònim de J. M. Sollier, basat en el nom de soltera de la seua mare. L'abril del 1926 es va mostrar, en la seua penúltima edició, una versió de l'aviador d'Antoine de Saint-Exupéry.
Va ser substituïda al cap d'un temps per la Gazette des Amis des Livres que va estar activa de gener de 1938 fins a maig de 1940, també sota la direcció de la llibretera.

### Les sessions
Adrienne Monnier va inventar una dinàmica que anomenaria les sessions. Aquestes van ser inaugurades per Jules Romains el 1917, eren trobades en els quals organitzava lectures o petits concerts per a un públic escollit. Les que s'han pogut registrar són les següents:
| Any               | Convidats                                                     | Esdeveniment                                              |
| ----------------- | ------------------------------------------------------------- | --------------------------------------------------------- |
| 1917              | Jules Romains                                                 | Lectura d'Europa                                          |
| 1918              | Léon-Paul Fargue                                              | Lectures (sense més detalls)                              |
| 1919 [21 de març] | Erik Satie, Jean Cocteau                                      | Audició de Socrate i lectura de Le cap de Bonne-Espérance |
| 1919 [abril]      | André Gide, Léon-Paul Fargue, André Bretton, Adrienne Monnier | Lectures d'una selecció de Paul Valéry                    |

## La traducció de l'Ulisses de James Joyce
Entre l'any 1920 i 1921, Sylvia Beach, inseparable companya, no va trigar a parlar-li d'una obra magna que havia arribat a les seues mans: Ulisses de James Joyce. I no solament ella, també Valery Larbaud, que havia tingut la sort d'haver-la pogut llegir en l'anglès original. Després d'ells dos van aparèixer tots els autors que havien sentit parlar sobre l'obra però que no entenien la llengua anglesa i, per tant, no podien llegir el llibre, com era el cas de Léon-Paul Fargue.
Davant la dicotomia de qui traduiria aquest gran colós, el mateix autor es va pronunciar a favor de Valery Larbaud. Com narra en les seues memòries la pròpia llibretera: Crec recordar que vaig ser jo mateixa la que, atiada per Joyce, li va parlar del tema.
Es va presentar un inconvenient, necessitaven una sèrie de fragments traduïts per llegir-se una de les sessions –concretament, la de desembre de 1921– que convocava de forma habitual Adrienne Monnier. Jacques Benoist-Méchin, qui dominava l'anglès, va traduir els primers fragments de l'Ulisses per a aquest fi. Tenia el favor de Larbaud. Benoist-Méchin va comptar amb l'ajut de James Joyce per a la traducció doncs eren fragments difícils. Així mateix, l'autor li va insistir a Léon-Paul Fargue perquè col·laborés. Aquest va deixar plantats en algunes ocasions a Joyce i a Benoist-Méchin pel que el treball de traducció va trigar molt més del que pensaven.

La comesa amb els capítols de l'obra completa va canviar de mans, Valery Larbaud es va retirar de les apostes i va renunciar a fer-ho; llavors, Auguste Morel va acceptar el paper. D'aquest canvi de traductors existeix una nota, de Larbaud, datada a 24 de març de 1922, escrita des de la capital romana:
| « | […] És un gran honor per a mi, però ja no vull traduir res […] Fins a tal punt renuncio a la traducció que renuncio fins i tot a fer la de l'Ulisses. Qui la va a traduir? ¿Morel? Una tirada petita de 2.000 exemplars a dos francs i mig l'exemplar? | » |

Valery Larbaud ja coneixia Auguste Morel, així com sabia de la qualitat de les seues traduccions. De fet, va ser ell mateix qui va suggerir que la comesa passés a les seues mans. Adrienne Monnier i Auguste Morel es coneixien des de principis dels anys vint. Al començament de 1924, després d'assegurar-li que tant James Joyce com el mateix Larbaud –qui es comprometia a fer un pròleg de l'obra– col·laborarien en tot el possible, Auguste Morel va començar tan herculi treball.

El 6 de juny de 1924, Auguste Morel lliurava el treball finalitzat. Als dos dies, Sylvia Beach, Valery Larbaud i la mateixa Monnier es van reunir per treballar sobre el text traduït. El moment queda registrat en una de les cartes de Larbaud, escrita el 17 del mateix mes:
| « | La veritat és que va ser molt divertida la nostra sessió de traducció de diumenge. Encara que jo no estava en forma. […] El cas és que Molly Bloom no és tan plebea com la va fer Fargue. Crec que el to que li va trobar Sylvia s'ajusta molt millor. | » |

A principis de juliol, James Joyce va proposar un canvi en la presentació de la traducció de Penélope. Va comentar que podrien suprimir-se les titlles, els apòstrofs i la puntuació. Adrienne Monnier ràpidament va escriure a Valery Larbaud per saber què pensava del tema, estant ella totalment en contra. Per a la seua sorpresa, Larbaud va estar d'acord.
Va ser així com, en el primer número de la revista Commerce, datat d'agost del mateix any, van aparèixer els fragments ja traduïts per a la sessió juntament amb uns altres, bastant més elaborats que els primers que estaven fets a tot córrer. La publicació, dirigida per la mateixa llibretera, va reproduir els fragments sense cap de les característiques esmentades i va suposar l'aparició que tothom esperava amb entusiasme: el moment de llegir a James Joyce.
No seria fins a 1929 que la traducció completa de l'Ulisses veuria definitivament la llum, després de cinc anys d'ardu treball. Cal esmentar, també, la traducció del capítol d'una altra de les obres de James Joyce: la futura i controvertida Finnegans Wake. Entre el 1929 i el 1930, Sylvia Beach i Adrienne Monnier es van veure amb freqüència amb el jove Samuel Beckett. James Joyce ho apreciava moltíssim. Semblava un personatge sortit de la seua pròpia obra, ambdues pensaven: Ens sorprenia la seua semblança amb Joyce de jove, del que Sylvia tenia algunes fotos; ens semblava un nou Stephen Dedalus. El 1930 es va convertir en el responsable de la traducció del primer terç d'Anna Livia Plurabelle, capítol del material que més tard es convertiria en Finnegans Wake. La primera versió va aparèixer el 1925 en Le Navire d'Argent, revista que també havia estat fundada per la llibretera, amb la col·laboració de la seua companya.

## El llegat d'Adrienne Monnier
La influència de Monnier va ser palpable a causa de l'excel·lent nucli d'intel·lectuals que va reunir al seu al voltant. Tots ells, després de la seua mort, la van recordar amb vivesa i nostàlgia, deixant els seus testimoniatges per escrit.

Pascal Pia va declarar:
| « | Una botiga, un petit establiment, una barraca de fira, un temple, un iglú, els bastidors d'un teatre, un museu de cera i de somnis, una sala de lectura i, de vegades, simplement una llibreria amb llibres per vendre o prestar i retornar i clients, els amics dels llibres, arribats per fullejar, per comprar-los, per endur-se'ls. I per llegir-los. […] Adrienne, abans de tancar la botiga, tota sola amb els seus llibres, com es somriu als àngels, els somreia. Els llibres, com dimoniets bons, li tornaven el somriure. Conservava aquest somriure i se n'anava. I aquest somriure il·luminava tot el carrer, la Rue de l'Odéon, el carrer d'Adrienne Monnier. | » |

Jacques Prévert va afirmar sobre la llibretera:
| « | Adrienne Monnier se n'ha anat amb la discreció que la caracteritzava, envoltant el seu cap de tant silenci i pudor que encara avui molts dels seus amics la creuen absent sense més de la Rue de l'Odéon, en un d'aquests viatges que feia a l'estiu a les seues pastures alpines. | » |

Yves Bonnefoy va reconèixer:
| « | Va ser realment l'atzar el que em va fer entrar per primer cop a la botiga? ¿Hi havia a principis de 1944 molts més llibreters que oferiren a les seues vitrines a Lautréamont i Rimbaud, Artaud, Daumal, els surrealistes? Com la majoria de joves assedegats de poesia, també jo anava per necessitat a aquell lloc on la senyora vestida de gris, de blau -grans faldilles de colors inmemorials- era molt més que l'encarregada. […] Va ser la consciència de les lletres. | » |

## Obres
- 1923: La Figure. París: Éditions Julliard.
- 1926: Els Vertus. París: Éditions Julliard.
- 1932: Fableaux. París: Éditions Julliard.
- 1957: Souvenirs de Londres. París: Mercure de France.
- 1960: Els Gazettes. París: Éditions Gallimard.
- 1960: Rue de l'Odéon. París: Éditions Albin Michel.
- 2011: Rue de l'Odéon. Madrid: Gall Nero Edicions.